# Associação de Futebol de Bermudas
A Associação de Futebol de Bermudas (em inglês: Bermuda Football Association, ou BFA) é o órgão dirigente do futebol em Bermudas. Ela é a responsável pela organização dos campeonatos disputados no país, bem como da Seleção Nacional.